# Bachia intermedia
Bachia intermedia (бахія Нобла) — вид ящірок родини гімнофтальмових (Gymnophthalmidae). Ендемік Перу.

## Поширення і екологія
Бахії Нобла мешкають в долинах річок Чінчіпе і Мараньйон на півночі Перуанських Анд. Вони живуть в сухих тропічних лісах та у вологих річкових долинах.